# Roberto Roena

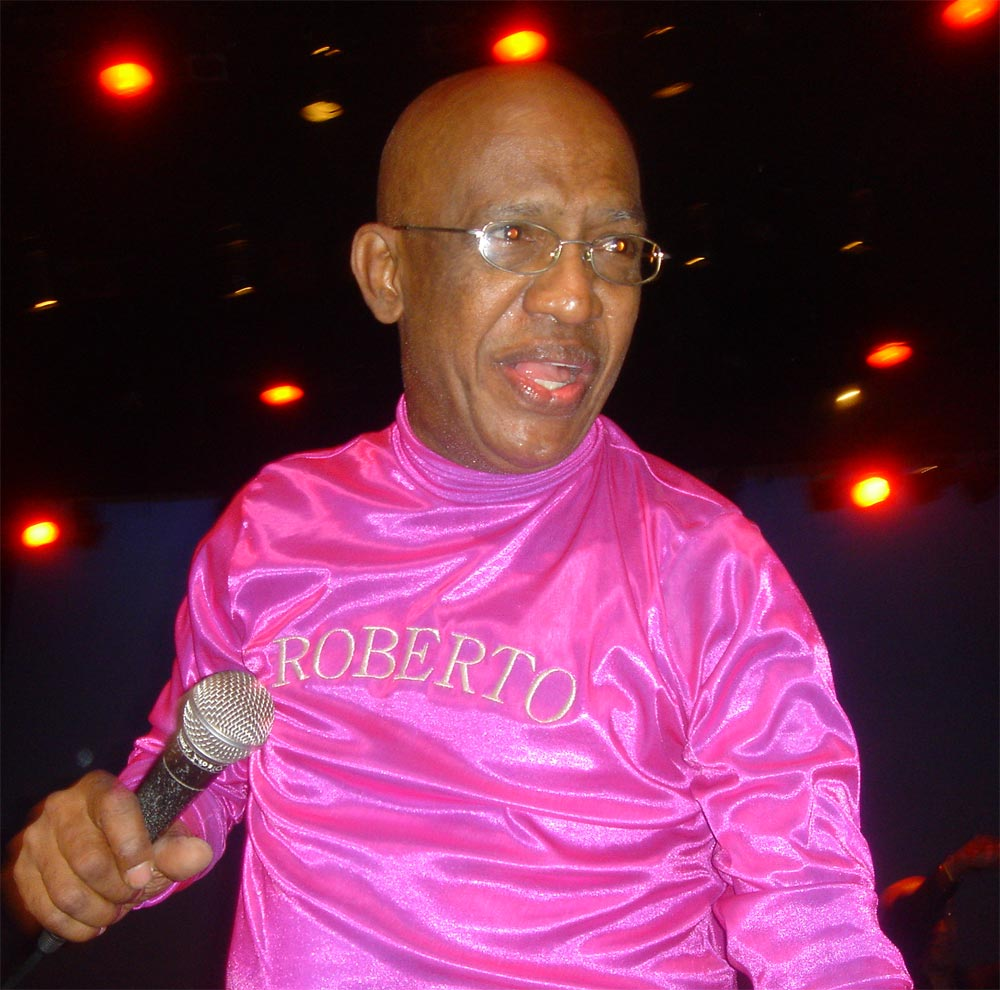
Roberto Roena

Roberto Roena (* 16. Januar 1940 in Mayaguez/Puerto Rico; † 23. September 2021) war ein puerto-ricanischer Salsamusiker, Perkussionist, musikalischer Leiter mehrerer Orchester und Tänzer. Roberto Roena wurde als Gründungsmitglied der Gruppe El Gran Combo de Puerto Rico bekannt und erreichte später mit der Band Roberto Roena y Su Apollo Sound den Titel beste Salsaband Puerto Ricos. Auch war er Mitglied der Salsa-Gruppe Fania All-Stars, w.

## Werdegang
Roena trat mit seinem Bruder Cuqui auf Mambo und Cha-Cha-Cha Tanzveranstaltungen auf. Es folgten Auftritte in der TV Show „La Taberna India“ auf WKAQ-TV in San Juan. Roberto Roena wurde von Rafael Cortijo entdeckt und spielte in seiner Band Cortijo y Su Combo. Nachdem der Sänger Ismael Rivera wegen Drogenbesitz verhaftet worden war, wurde die Gruppe aufgelöst. Einige ehemalige Bandmitglieder gründeten El Gran Combo de Puerto Rico. Roberto Roena blieb bis zum Jahr 1969 bei dieser Band, verließ sie aber unter anderem wegen Differenzen mit Andy Montañez. 1969 gründete Roena seine eigene Combo Roberto Roena y Su Apollo Sound, die er nach der Apollo 11 Mission der NASA benannte. Sie hatten Erfolge mit Liedern wie „Y Tu Loco Loco“, „Traición“, „Que Se Sepa“ und „Herencia Rumbero“. Roberto Roena hatte außerdem ein Engagement bei Fania All-Stars. 1970 hatte Roena eine Gemeinschaftsproduktion mit dem afrikanischen König des Makossa Manu Dibango. Die Soulgruppe Blood, Sweat & Tears nahm in einigen ihrer Songs typische Arrangements mit Trompeten, Posaunen und einem Saxofon von Roberto Roena auf. Die ersten auf CD aufgenommenen Hits von Roberto Roena y Su Apollo Sound waren „Tú loco loco y yo tranquilo“, „El escapulario“ und „El sordo“. Sein bislang letztes Album ist Sr. Bongo aus dem Jahr 2006.

## Diskografie Roberto Roena y Su Apollo Sound
- Se Pone Bueno (1966)
- Apollo Sound 1 (1969)
- Apollo Sound 2 (1970)
- Apollo Sound 3 (1971)
- Apollo Sound 4 (1972)
- Apollo Sound 5 (1973)
- Pá Fuera (1974)
- Apollo Sound 6 (1974)
- Apollo Sound 7 (1976)
- Apollo Sound 8 (1977)
- Apollo Sound 9 (1978)
- El Progreso (1978)
- Que Suerte He tenido de Nacer (1980)
- Looking Out For Número Uno (1980)
- Gold (1980)
- Super Apollo 47:50 (1982)
- Afuera y Contento (1985)
- Regreso (1987)
- New Decade (1990)
- Roena: Legends of Salsa (1994)
- El Pueblo Pide Que Toque (1994)
- En Vivo desde Bellas Artes (1995)
- Mí Música (1997)
- Sr. Bongo (2006)[2]